# Palenville (New York)
Palenville est une census-designated place du comté de Greene, dans l'État de New York, aux États-Unis,. En 2020, elle compte une population de 1 002 habitants.